# Satipoella heilipoides
Satipoella heilipoides là một loài bọ cánh cứng trong họ Cerambycidae.